# Patawomeck
I Patawomeck sono una tribù indiana del Nord America stanziata nell'area dell'attuale contea di Stafford nello Stato americano della Virginia, lungo il corso del fiume Potomac (Patawomeck è una forma alternativa di traslitterazione del termine "Potomac"). 
Quella dei Potomac o Patawomeck è una delle nove tribù storicamente stanziate in Virginia. Non è ufficialmente riconosciuta dal governo federale statunitense né a livello statale. 
La tribù conta attualmente circa 500 membri, di cui circa l'80% vive a circa 16 km (10 miglia) dal villaggio originario della tribù.
Il capo tribù è Robert "Due Aquile" (Robert "Two Eagles" Green), apparso nel film The New World - Il nuovo mondo come comparsa muta assieme al figlio Jason.
La lingua della tribù (non più parlata) apparteneva al ceppo lessicale algonchino parlato lungo le coste della Virginia nel XVII secolo. 
Storicamente la tribù ebbe relazioni amichevoli con i colonizzatori inglesi, contribuendo a superare la carestia del 1609-1612.